# Tripel Karmeliet
Tripel Karmeliet is een Belgisch bier dat in 1996 op de markt werd gebracht. Het is een tripel (8,4% in volume) waarin behalve gerst ook tarwe en haver zijn verwerkt.

## Smaak
Karmeliet is een complex  goud- tot bronskleurig bier met een romige schuimkraag. Dit komt onder meer door de gebruikte granen, maar ook door een beperkt gebruik van Stiermarkse hop, het overvloedig kruiden en het fruitig karakter (banaan en vanille) van de huisgist. De zoete aanzet evolueert verder in een uitgesproken sinaasappelsmaak om dan mildbitter uit te vloeien. De aanbevolen schenkingstemperatuur van Tripel Karmeliet ligt rond de 6-9 graden Celsius.

## Geschiedenis
Karmeliet wordt gebrouwen door Brouwerij Bosteels in Buggenhout. Andere bieren van deze brouwerij zijn Pauwel Kwak en Deus. Het wordt geserveerd in een elegant bierglas dat is versierd met een gestileerde Franse lelie. Dit glas is ontworpen door Antoine Bosteels, een van de zaakvoerders van de brouwerij. Wanneer men het glas leegdrinkt met het Karmeliet embleem centraal vooraan kan een lijn waargenomen worden aan de binnenkant van het lege glas. De legende gaat dat indien men hier nog steeds een min of meer horizontale lijn (horizon) in herkent er gerust een nieuwe Tripel Karmeliet uitgeschonken mag worden. De naam Karmeliet werd achteraf, na de feitelijke creatie van het driegranenbier, gekoppeld aan de Karmelieten van Dendermonde die in het begin van de 17e eeuw reeds een driegranenbier brouwden. Wegens het grote succes werd het bier ook een tijdje gebrouwen bij brouwerij Van Steenberge te Ertvelde. Door de sterk gestegen vraag naar het bier kon de brouwerij in 2012 de vraag niet meer bijhouden, waardoor een aantal horecazaken te weinig Karmeliet kregen aangeleverd. Ook in 2009, na het winnen van de World Beer Awards, was dit reeds het geval, hoewel de productie toen met 30% was opgedreven.
Sinds 2016 behoort brouwerij Bosteels tot AB InBev.

## Prijzen
- World Beer Awards 2008 - Goud in de categorie Best Pale Ale Abbey[5]
- World Beer Cup 2002 - Zilver in de categorie Best Belgian-Style Tripel
- World Beer Cup 1998 - Goud in de categorie Best Belgian-Style Tripel

## Trivia
- In de zomer van 2018 vormde de geschiedenis rond het ontstaan van het Karmelietenbier de basis voor het amateurtheaterfestival Karmeliet. Deze voorstelling werd gesponsord door Brouwerij Bosteels en in openlucht opgevoerd aan het kasteel van Opdorp te Buggenhout met meer 100 acteurs, figuranten, dansers en ruiters. Een integrale videocaptatie van deze voorstelling was nadien te zien op  TV Oost.